# Морской VSAT

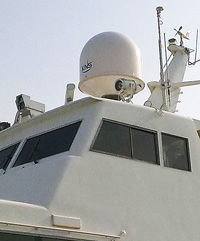
Морской VSAT KNS

Морской VSAT — технология спутниковой связи, применяемая на водном транспорте для организации широкополосного канала связи между судном и берегом через спутники на геостационарных орбитах.
Изначально терминалы VSAT использовались на береговых объектах в качестве фиксированных систем спутниковой связи. Использование специальных моторизированных стабилизированных спутниковых антенн позволило использовать эти терминалы и на подвижных объектах: автомобилях, поездах, кораблях.

## Основы
VSAT (Very Small Aperture Terminal) — станция спутниковой связи с малой (менее чем 3 м в диаметре) апертурой (размером, определяющим реально принимаемую мощность сигнала) антенны, работающая как на приём, так и на передачу. Системы, работающие в Ku-диапазоне, как правило, имеют размер от 75 см до 1,5 м. Системы С-диапазона имеют больший размер, до 2,8 м. Скорость передачи данных лежит в пределах от 56 Кб/сек. до 4 Мб/сек. Для работы VSAT используют спутники на геостационарных орбитах, которые передают данные от малых спутниковых станций (терминалов) на Центральную земную станцию (HUB) в случае конфигурации типа «звезда», или на другие терминалы в случае конфигурации «mesh».
Количество установленных терминалов VSAT на судах мирового флота в 2007 году составило более 5000, а в 2010 году приблизилось к отметке в 10 000 терминалов
Основные потребители технологии морского VSAT:
- Современный коммерческий флот;
- Военный флот;
- Флот госучреждений;
- Коммерческий флот;
- Рыбодобывающий флот;
- Маломерный флот;
- Флот внутренних водных путей.

## Принцип работы
Сеть спутниковой связи на базе морского VSAT включает в себя три основных элемента: центральная земная станция (при необходимости), спутник-ретранслятор и судовые VSAT-терминалы.

### Центральная земная станция
Центральная земная станция (HUB) в сети спутниковой связи на базе выполняет функции центрального узла и обеспечивает управление работой всей сети, перераспределение её ресурсов, выявление неисправностей, тарификацию услуг сети и сопряжение с наземными линиями связи. Обычно ЦЗС устанавливается в узле сети, на который приходится наибольший трафик. Это может быть, например, главный офис или вычислительный центр компании в корпоративных сетях, или же крупный город в региональной сети.
Приёмо-передающая аппаратура и антенно-фидерное устройство обычно строится на базе стандартного оборудования. Для обеспечения надёжности связи аппаратура обычно имеет 100-процентное резервирование. Каналообразующая аппаратура обеспечивает формирование спутниковых радиоканалов и стыковку их с наземными линиями связи. Обычно эта подсистема строится по модульному принципу, что позволяет по мере роста трафика и количества абонентских станций в сети легко добавлять новые блоки для увеличения её пропускной способности.

### Судовой VSAT-терминал
Судовой VSAT-терминал обычно включает в себя антенно-фидерное устройство, контроллер антенны, наружный внешний радиочастотный блок и внутренний блок (модем). Внешний блок представляет собой небольшой приёмопередатчик или приёмник. Внутренний блок обеспечивает сопряжение спутникового канала с терминальным оборудованием пользователя (компьютер, сервер ЛВС, телефон, факс УАТС и т. д.).

### Спутник ретранслятор
Сети VSAT строятся на базе геостационарных спутников-ретрансляторов. Спутник принимает сигнал от земной станции, усиливает его и направляет назад на Землю. Важнейшими характеристиками спутника являются мощность бортовых передатчиков и количество радиочастотных каналов (стволов или транспондеров) на нём.
Направляемые лучи передатчиков образуют на земной поверхности зону покрытия, где возможен прием сигнала от определённого спутника. Совокупность таких зон составляет глобальное покрытие для приема сигналов терминалами VSAT. Для Ku-диапазона глобальное покрытие охватывает морскую зону А3 за исключением южных частей Индийского, Атлантического и Тихого океанов. Для C-диапазона глобальное покрытие охватывает морскую зону А3 полностью. Так как спутники располагаются на геостационарных орбитах, приём сигнала терминалами морского VSAT возможен до широт около 70-го градуса северной и южной широты.

## Возможности
В настоящее время максимальная пропускная способность достигает 4 Мб/сек в прямом и 2 Мб/сек в обратном каналах, однако при необходимости данный предел может быть расширен, и ограничен только возможностями оборудования.
Основная возможность систем морского VSAT — это предоставление широкополосного доступа к сети Интернет на судне, передаче данных и телефонии. Однако возможность применения сервисов на базе морского VSAT может быть значительно шире, нежели просто Интернет и телефон. Возможность организации широкополосного спутникового канала на судне позволяет внедрить ряд новых сервисов и услуг, ранее недоступных вследствие отсутствия дешёвого канала передачи данных. Такими сервисами могут быть видеоконференц-связь, дистанционное подключение и управление, мониторинг судовых параметров с берега и многое другое.
- Стандартные средства связи по фиксированным безлимитным тарифам (передача данных, телефония, Интернет, видеоконференц-связь);
- дополнительные средства связи для экипажа и пассажиров (Интернет, телефония, VoIP, GSM, спутниковое ТВ);
- интеграция с бортовыми навигационными системами (INB, ECDIS, VDR, гидрометеорологическая система и т. п.);
- электронное декларирование (электронная цифровая подпись, электронный промысловый журнал);
- телеметрия и видеонаблюдение за судовыми процессами (навигационный комплекс, машинное отделение, грузовая система);
- онлайн-консультация и дистанционное управление (техническая и информационная поддержка, телемедицина);
- единая информационная среда между судоходной компанией, береговыми службами и судами флота;
- защищённая корпоративная сеть;
- дистанционное обучение экипажа;
- возможность организации резервных каналов связи на судне.

## Оборудование судового VSAT-терминала

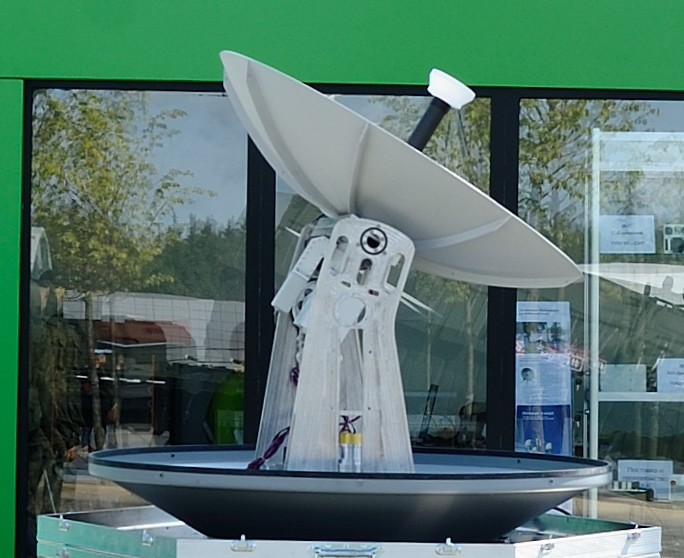
Судовая антенна VSAT со снятым защитным куполом.

В отличие от неподвижных VSAT-терминалов на берегу, морские VSAT-станции находятся в постоянном движении относительно земли. Под действием качки (как бортовой, так и продольной), а также при постоянных изменениях курса (как заданных, так случайных — рыскания) антенна VSAT постоянно изменяет своё положение в пространстве. Для удержания антенны в заданной позиции при воздействии вышеперечисленных факторов применяются специальные стабилизированные антенные системы, способные управлять положением антенн как относительно плоскости горизонта, так и плоскости истинного севера. Другими словами, стабилизация антенны происходит в трёхмерном пространстве, по трём осям. Таким образом, судовая антенна в любой момент времени нацелена на спутник, обеспечивая постоянные прием и передачу сигнала. Для защиты от ветровых нагрузок и других факторов внешней среды антенна закрывается радиопрозрачным куполом.
Подобные системы могут быть установлены на любые типы судов: суда торгового, пассажирского, рыбного, научного, военного флотов, суда спецназначения, буровые платформы, яхты, катера, любые другие объекты водного транспорта, где требуется передача больших объёмов информации, телефония, VoIP, GSM, интернет, спутниковое телевидение, внедрение каких-либо новых технологических решений, которые связаны со спутниковыми системами связи.
Судовой VSAT-терминал состоит из двух основных частей, ODU (OutDoorUnit) — внешний блок, то есть антенна и приёмопередающее оборудование, IDU (InDoorUnit) — внутренний блок.
Внешнее оборудование (англ. ODU, OutDoorUnit):
- Антенна англ. Antenna с системами наведения и стабилизации;
- Антенный преобразователь частоты (АПЧ), англ. Block upconverter (BUC)
- Малошумящий усилитель (МШУ), англ. Low-noise block converter (LNB)
- Поляризационный селектор антенны, англ. Orthomode transducer (OMT)
- Межблочный кабель англ. Interfacility Link Cable (IFL)

Внутреннее оборудование, англ. IDU (InDoorUnit):
- Контроллер антенны, англ. Antenna Control Unit (ACU);
- Спутниковый модем англ. Satellite Modem;
- Дополнительное оборудование (маршрутизаторы, серверы и другое).

Помимо этого некоторые устанавливаемые на судне маршрутизаторы могут быть дополнительно настроены на работу с альтернативным каналом связи на корабле, например, Inmarsat FBB, Iridium OpenPort. При этом обеспечивается полностью автоматическое переключение на заданный альтернативный канал при пропадании VSAT-канала и автоматическое обратное переключение на VSAT-канал при возврате судна в зону обслуживания.

## Производители
Производители гиростабилизированных антенных систем:
- Orbit;
- Cobham Sea Tel;
- EPAK;
- KNS;
- Furuno;
- C2SAT;
- Intellian;
- C-COMM.

## Конкурирующие технологии
В настоящее время связь на море представлена несколькими технологиями. Основная из них, разработанная специально для использования на море — Инмарсат. Так же связь на море представляют Иридиум, Thuraya, Глобалстар.
По сравнению с представленными технологиями основное преимущество системы морского VSAT проявляется в сравнительно низких тарифах на услуги связи, а также в наличии безлимитных пакетов. Кроме того, функциональные возможности многократно превосходят конкурирующие системы, при этом, цена на оборудование в несколько раз выше и составляет от $50 000 до $100 000.
Зачастую для дополнительного резервирования несколько систем объединяют в одну, так называемую, гибридную систему. В её состав могут входить сразу три независимые спутниковые системы связи с различными функциональными и ценовыми характеристиками: морской VSAT, Инмарсат, Иридиум. В случае, когда судно находится в зоне действия VSAT-системы она используется как основная, с расширенным функционалом, предоставляя доступ к сети всему экипажу. В случае выхода судна из зоны действия VSAT-системы, специальный блок управления переключает сеть на систему Инмарсат или Иридиум и ограничивает доступ к сети не приоритетным пользователям, оставляя возможность обмена данными с берегом высшему командному составу.